# Хан, Захир
Захир Хан (англ. Zaheer Khan, хинди ज़हीर ख़ान) — индийский игрок в крикет, выступавший за сборную с 2000 по 2014 года. Чемпион мира. Он специализировался на игре в амплуа боулера и был известен за высокое умение выполнять броски. Среди лучших боулеров Индии, выполнявших так называемые быстрые подачи (pace bowling), в тестовом крикете Хан уступает лишь Капилу Деву.
Ему принадлежит рекорд по выводу из игры бэтсменов Грэма Смита, Кумара Сангаккара, Санатха Джаясурия и Мэттью Хейдена. Хан занимает среди боулеров третье место по выводу из игры леворуких бэтсменов (237) и уступает лишь Муттайя Муралитхарану (325) и Шону Поллоку (252).
Хан начинал карьеру в клубе Барода. В тестовых матчах он удерживал рейтинг боулера в районе 36 дома и 31 в гостях. Хан является обладателем Трофея чемпионов 2002 года и чемпионом мира 2011 года. На последнем он стал лучшим боулером, разделив это звание с пакистанцем Шахидом Африди, взяв 21 калитку за 9 игр. В 2011 он был удостоин премии Арджуна
Хан на протяжении карьеры был подвержден травмам.
По результатам журнала Wisden, Хан был признан спортсменом года в крикете 2008 года.
Захир Хан завершил карьеру в октябре 2015 года. За свою карьеру он сыграл в клубах из Уорчестершира, Бангалора, Дели, Мумбаи. В 2020 году правительство Индии удостоило Захира Хана награды Падма Шри. В настоящее время Хан работает в крикетном клубе из Лакхнау.